# Monte (Castroverde)
Monte (llamada oficialmente Santa María de Monte) es una parroquia y una aldea española del municipio de Castroverde, en la provincia de Lugo, Galicia.

## Organización territorial
La parroquia está formada por tres entidades de población:
- Monte
- Outeiro
- Santa Xuliana

## Demografía

### Parroquia
| Gráfica de evolución demográfica de Monte (parroquia) entre 2000 y 2019 |
|                                                                         |
| Datos según el nomenclátor publicado por el INE.                        |

### Aldea
| Gráfica de evolución demográfica de Monte (aldea) entre 2000 y 2019 |
|                                                                     |
| Datos según el nomenclátor publicado por el INE.                    |